# Lipsko
Lipsko este un oraș în Polonia.

## Legături externe
- Site oficial